# Ciclismo en los Juegos Olímpicos de Estocolmo 1912
El ciclismo en los Juegos Olímpicos de Estocolmo 1912 se realizó en un circuito en Estocolmo y alrededores, el 7 de julio de 1912. Por primera y única vez en la historia de los Juegos, no fueron realizadas pruebas de pista, al negarse los organizadores del evento a construir un velódromo nuevo.
Solo se disputó en este deporte una prueba, la contrarreloj masculina individual (adicionalmente se entregaron medallas por equipos también, cuyo resultado consistió en la suma de los tiempos de los cuatro mejores ciclistas de cada país).

## Sedes
- Ciclismo en ruta – Circuito alrededor del lago Mälar, con salida en el centro de Estocolmo y llegada en el Estadio Olímpico

## Participantes
Participaron un total de 97 ciclistas, representando a 11 naciones diferentes:
| - Alemania (11) - Austria (6) - Bélgica (1) - Bohemia (5) - Canadá (2) - Chile (4) - Dinamarca (8) - Estados Unidos (9) | - Finlandia (5) - Francia (12) - Hungría (5) - Noruega (6) - Reino Unido (26) - Rusia (10) - Sudáfrica (1) - Suecia (12) |

## Medallistas

### Ciclismo en ruta
| Evento                                | Oro                                                                          | Plata                                                                                          | Bronce                                                                                     |
| ------------------------------------- | ---------------------------------------------------------------------------- | ---------------------------------------------------------------------------------------------- | ------------------------------------------------------------------------------------------ |
| Contrarreloj individual (7 de julio)  | Rudolph Lewis · Sudáfrica · 10:42:39,0                                       | Frederick Grubb · Reino Unido · 10:51:24,2                                                     | Carl Schutte · Estados Unidos · 10:52:38,8                                                 |
| Contrarreloj por equipos (7 de julio) | Erik Friborg · Ragnar Malm · Axel Persson · Algot Lönn · Suecia · 44:35:33,6 | Frederick Grubb · Leonard Meredith · Charles Moss · William Hammond · Reino Unido · 44:44:39,4 | Carl Schutte · Alvin Loftes · Albert Krushel · Walter Martin · Estados Unidos · 44:47:55,5 |

## Medallero
| Núm. | País           | Oro | Plata | Bronce | Total |
| ---- | -------------- | --- | ----- | ------ | ----- |
| 1    | Sudáfrica      | 1   | 0     | 0      | 1     |
| 1    | Suecia         | 1   | 0     | 0      | 1     |
| 3    | Reino Unido    | 0   | 2     | 0      | 2     |
| 4    | Estados Unidos | 0   | 0     | 2      | 2     |
|      | TOTAL          | 2   | 2     | 2      | 6     |